# Constantin Arseniev
Pour les articles homonymes, voir Arseniev.
Constantin Arseniev (en russe : Константин Константинович Арсеньев, Konstantine Konstantinovitch Arseniev), né le 24 janvier 1837 (5 février dans le calendrier grégorien) à Saint-Pétersbourg et mort le 22 mars 1919 à Pétrograd, est un écrivain et avocat libéral russe.

## Biographie
Constantin Arseniev est le fils de l'historien statisticien et géographe Constantin Ivanovitch Arseniev. Il entre à 'école de Droit de Saint-Pétersbourg en 1849 dont il sort diplômé en 1855 pour entrer au ministère de la justice. Il commence sa carrière littéraire par des articles sur l'histoire publiés dans Le Messager russe en 1858-1861. Il devient rédacteur en chef adjoint de la revue Journal du ministère de la justice, nouvellement fondé, mais il s'agit plus d'un travail de fonctionnaire que celui d'une création littéraire.
C'est surtout à partir de 1862 qu'il se tourne vers la littérature quand il collabore aux Annales de la Patrie et publie d'abord des articles sur la Constitution anglaise et s'occupe du département de littérature étrangère. À la fin de cette même année, il dirige le service de politique étrangère des Nouvelles de Saint-Pétersbourg de Korch et démissionne du service public.

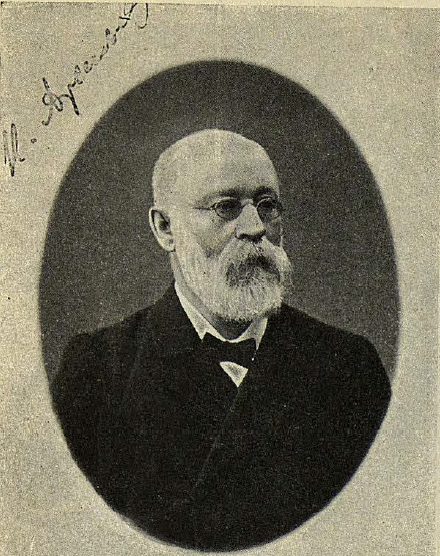
Constantin Arseniev.

En 1864, Arseniev part un an à l'étranger pour se soigner et surtout pour se former. Il est auditeur libre pendant deux semestres à l'Université de Bonn en histoire, en philosophie et en économie politique. De retour à Saint-Pétersbourg, il s'inscrit au barreau de Saint-Pétersbourg. Il se fait remarquer comme orateur et fin juriste et en 1867, après en avoir été membre, il est élu président du conseil des avocats de l'okroug de Saint-Pétersbourg au palais de justice. Il se consacre entièrement à cette tâche et publie trois livres consacrés au Droit: Soumission au tribunal et poursuite de l'affaire pénale avant l'ouverture de l'enquête judiciaire (Saint-Pétersbourg, 1870); L'Enquête judiciaire (Saint-Pétersbourg, 1871) et Notes sur le barreau russes  (Saint-Pétesbourg, 1875). Ses derniers ouvrages portent sur la discipline et l'éthique au sein du conseil des avocats de l'okroug de Saint-Pétersbourg. En 1874, Arseniev démissionne du barreau et rentre au service de l'ober-prokuror du département de cassation civile du Sénat dirigeant, pendant six ans. Ensuite, il devient membre de la consultation du ministère de la justice.

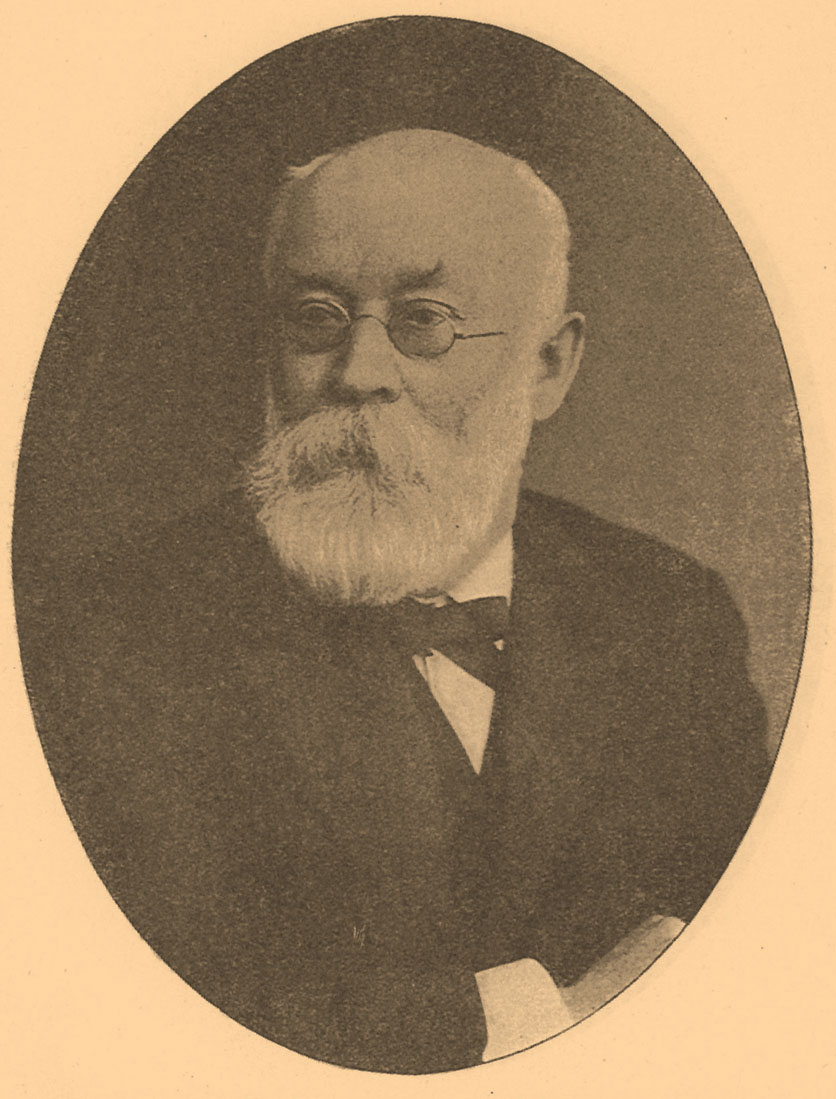
Constantin Arseniev.

En 1880-1881, Arseniev est fonctionnaire supérieur auprès du sénateur Ivan Chamchine pendant l'inspection des derniers gouvernements de Saratov et de Samara et en plus il est chargé d'étudier le bon fonctionnement des écoles primaires et des établissements des zemstvos. Une fois son devoir rempli, Arseniev démissionne en avril 1882 au rang de conseiller d'État effectif et se voue entièrement à la littérature.
il n'avait cependant cessé de collaborer au Messager de l'Europe depuis 1866 où il écrivait des articles sur des questions socio-politiques ou historiques et où il se consacrait à la critique littéraire. À partir du 1er mars 1880, il dirige la rubrique des affaires intérieures; en outre dans ses dernières six années il écrit une série de critiques sur Chtchedrine, Ouspenski, Dostoïevski, Maïkov, sur les écrivains et poètes débutants, etc. La plus grande partie de ces articles est publiée dans son livre Études critiques sur la littérature russe (Saint-Pétersbourg, 1888). Il écrit aussi sur la réforme de l'administration locale. Dès 1880, il est élu à plusieurs reprises comme magistrat honoraire et à d'autres postes de l'administration des zemstvos du gouvernement de Saint-Pétersbourg.
En 1900, il est fait membre honoraire de l'Académie impériale russe.
En 1903, il publie Législation sur la presse et en 1904, Liberté de conscience et Tolérance religieuse.
En 1906-1907, c'est l'un des dirigeants du parti des réformes démocratiques. Il prend part à la polémique autour du recueil Jalons («Вехи»).
Il meurt le 22 mars 1919 à Pétrograd pendant la Guerre civile russe.

## Polémique à propos des juifs dans la fonction publique
Au fil des ans, Arseniev a toujours plaidé en faveur de l'octroi de tous les droits civils aux citoyens de l'Empire russe, quelles que soient leur nationalité et leur religion. Par exemple, lorsqu'en février 1862 Ivan Axakov déclare, dans son article « Les juifs en Russie devraient-ils avoir des droits législatifs et administratifs ?», « Permettre aux juifs de participer à la législation ou à la représentation populaire...Nous considérons que cela serait possible que lorsque nous le déclarerons nous-même, mais que cela nous ferait rejeter la lumière chrétienne qui nous guide et nous ferait y renoncer. », Arseniev réagit vivement et écrit son article  « Sur le droit des juifs à devenir fonctionnaires», dans lequel il déclare: « Sur quel fondement, Monsieur Axakov considère-t-il que les juifs sont des invités qui vivent chez nous par charité? ... la fonction publique n'a rien en commun avec les convictions religieuses de chaque fonctionnaire ... il y a un autre critère, plus sûr, ce sont ses actions». En effet, les juifs étaient considérés depuis le XVIIIe siècle comme des étrangers vivant de façon permanente en Russie, et tout au long du XIXe siècle, la législation russe a été lente à les intégrer comme citoyens ordinaires.

## Publications

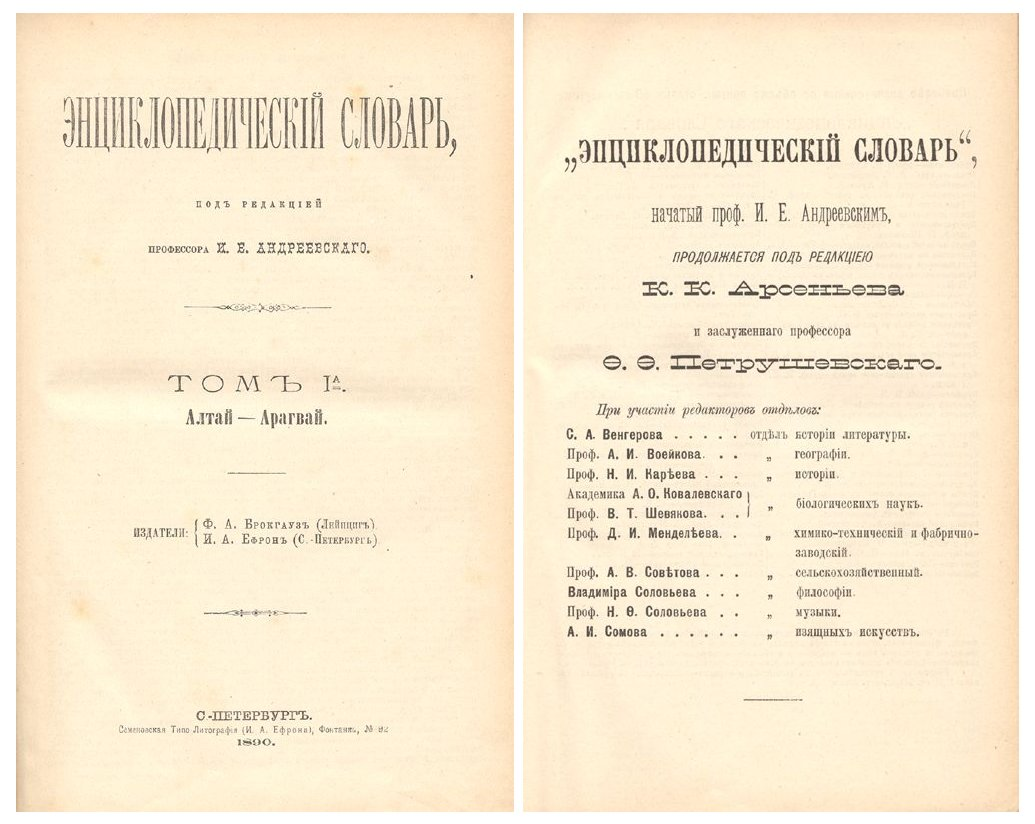

- Предание суду и дальнейший ход уголовного дела до начала судебного следствия. СПб., 1870.
- Судебное следствие. Сборник практических заметок. СПб., 1871.
- Заметки о русской адвокатуре: Обзор деятельности С.-Петерб. совета присяжных поверенных за 1866-74 г.: В 2-х ч. — СПб.: Тип. В. Демакова, 1875.
- Разлучение супругов, как необходимый институт брачного права. СПб., 1884.
- Критические этюды по русской литературе. СПб., 1888.Т. Т.1-2.
- Российская академия и Разряд изящной словесности. СПб., 1901.
- Значение Гоголя для его преемников. СПб., 1902.
- Законодательство о печати. СПб., 1903.
- Свобода слова и веротерпимости. Сборник статей. СПб., 1904.
- Салтыков-Щедрин (Литературно-общественная характеристика). СПб., 1906.
- За четверть века. Сборник статей. Пг.,1915.